# Hermillon
 Hermillon  es una población y antigua comuna francesa, en la región de Auvernia-Ródano-Alpes, departamento de Saboya, en el distrito y cantón de Saint-Jean-de-Maurienne. En 2019 se fusionó con las comunas Le Châtel y Pontamafrey-Montpascal para formar La Tour-en-Maurienne.

## Demografía
| 638 | 702 | 591 | 583 | 505 | 520 |
| Para los censos de 1962 a 1999 la población legal corresponde a la población sin duplicidades (Fuente: INSEE [Consultar]) |     |     |     |     |     |